# Divji ribon
Divji ribon (znanstveno ime Pagellus acarne) je morska riba iz družine šparov.

## Opis
Divji ribon je rdeče rjava riba, ki živi v jatah v globinah do 70 m globoko, kjer dan preživlja delno zakopan v mulj ali pesek, v mraku in ponoči pa prihaja v plitvejšo vodo, kjer išče hrano na morskem dnu. Prehranjuje se z raznimi talnimi nevretenčarji, školjkami in majhnimi rakci. Odrasle ribe lahko dosežejo 36 cm v dolžino, tehtajo pa lahko do pol kilograma. Drsti se v avgustu in septembru.

## Razširjenost in uporabnost
Divji ribon je razširjen po vzhodnem Atlantiku od Biskajskega zaliva do Senegala, zadržujejo pa se tudi okoli Kanarskih in Zelenortskih otokov ter v vodah Madeire. Pogosta vrsta je tudi v Sredozemskem morju ter v Jadranu. Redkeje se pojavlja v vodah Velike Britanije in Danske.
Med sladokusci velja za prvovrstno ribo, ki pa se le redko znajde v ribarnicah.